# اندرو پاتیسون
 اندرو پاتیسون (انگلیسی: Andrew Pattison؛ زادهٔ ۳۰ ژانویهٔ ۱۹۴۹) یک تنیس‌باز اهل ایالات متحده آمریکا است.